# Thyra Schmidt
Thyra Schmidt (* 16. Dezember 1974 in Pinneberg bei Hamburg) ist eine deutsche bildende Künstlerin.

## Leben und Werk
Thyra Schmidt studierte von 1996 bis 2000 an der Fachhochschule Hannover Freie Kunst bei Peter Tuma und außerdem 1999 / 2000 an der Hiroshima City University, Faculty of Art, in Japan. Von 2000 bis 2001 studierte sie bei Dörte Eißfeldt an der Hochschule für Bildende Künste Braunschweig und von 2001 bis 2005 bei Thomas Ruff an der Kunstakademie Düsseldorf. Sie lebt und arbeitet in Düsseldorf.
In ihren Arbeiten verbindet Thyra Schmidt fotografische und filmische Mittel mit überwiegend selbst verfassten Texten und konzipiert daraus Installationen im Innen- und Außenraum. „Es sind zwischenmenschliche Begebenheiten, oft auf persönlichen Erfahrungen beruhend, die sie poetisch konstruiert widerspiegelt.“
Auf Einladung des Goethe-Instituts Norwegen realisierte Thyra Schmidt im Jahr 2009 das Kunstprojekt I can't just be nowhere im Stadtraum Oslos. „Der Titel I can’t just be nowhere unterstreicht den unmittelbaren Charakter der Osloer Installation im öffentlichen Raum und verweist darüber hinaus auf wesentliche Aspekte in Thyra Schmidts Arbeiten: Die Präsenz der menschlichen Figur, die Konzentration auf den Augenblick und der unmittelbare Ortsbezug, denn die Bilder und Gedanken, die Thyra Schmidt auf die Plakate druckt, sind stets auch auf die Architektur bezogen, auf der sie präsentiert werden. Sie zeigen großformatige Foto- und Textarbeiten mit privat anmutenden Themen und werden an Außenflächen von Wohnhäusern, öffentlichen Gebäuden und Geschäften montiert. Die zusammenhängende Installation, die sich über elf Stationen in drei zentralen Stadtteilen Oslos erstreckte, thematisierte die Ambivalenz zwischen Intimität und Öffentlichkeit im Stadtraum.“

## Lehrtätigkeit
Von 2015 bis 2017 unterrichtete Thyra Schmidt als Lehrbeauftragte künstlerische Fotografie am Institut für Kunst & Kunsttheorie an der Universität zu Köln.

## Stipendien (Auswahl)
- 2020 Stiftung Kunstfonds, Neustart Kultur, Stipendium für Künstler*innen
- 2017 Arbeitsstipendium der Stiftung Kunstfonds, Bonn
- 2017 Artist in Residence, Pink factory, Hongcheon, Südkorea
- 2009 Kunststiftung NRW
- 2009 ifa (Institut für Auslandsbeziehungen), Ausstellungsförderung
- 2006 + 2007 Staatskanzlei NRW, Reisestipendium für Norwegen
- 1999 DAAD, Integriertes Auslandsstudium an der Hiroshima City University, Faculty of Art

## Einzelausstellungen und Projekte (Auswahl)
- 2021 Stefan Ettlinger - Thyra Schmidt, Martin Leyer-Pritzkow, Düsseldorf
- 2020 Rendezvous, Martin Leyer-Pritzkow Ausstellungen, Düsseldorf[3]
- 2018 Außerhalb des Blickwinkels der Kamera, Martin Leyer-Pritzkow Ausstellungen, Düsseldorf
- 2015 Blaue T-Shirts, Jeans und Turnschuhe, Martin Leyer-Pritzkow Ausstellungen, Düsseldorf
- 2014 Über Diebe und die Liebe, Neuer Kunstverein Wuppertal[1]
- 2013 Staccato, Kunstverein Paderborn
- 2009 I can’t just be nowhere, Goethe-Institut Norwegen u. ROM for Kunst og Arkitektur, Oslo, Norwegen[2]
- 2005 Plakate im Außenraum, Photographische Sammlung/ SK Stiftung Kultur, Köln
- 2005 zurück zum Glück, Galerie Gaby Kraushaar, Düsseldorf

## Gruppenausstellungen und Projekte (Auswahl)
- 2021 Picture as a Poem, KAI10/Arthena Foundation, mit Sophie Calle, Sarah Kürten, Thyra Schmidt u. a. (kuratiert von Marion Eisele), Düsseldorf
- 2021 Sehnsucht dem Jetzt, Teil III, Weltkunstzimmer, Düsseldorf[4]
- 2020 Sehnsucht nach dem Jetzt, u. a. mit Ulrike Kötz, Ulrike Möschel, Julia Murakami, Rebecca Ann Tess, Schloss Biesdorf, Berlin
- 2018 When the medium becomes routine – Questioning photography now, u. a. mit Jörg Paul Janka, The Galaxy Museum of Contemporary ART(GCA)in Chongqing, China
- 2017 Moving Shadow, Hongcheon Art Museum, Hongcheon, Südkorea
- 2014 5x3 (mit Alien Oosting u. Eleni Kamma), Kunstraum Düsseldorf
- 2014 another place / another space / together, Off- u. Projekträume (kuratiert von Karl Heinz Rummeny u. Alex Wissel), Quadriennale Düsseldorf
- 2013 Neblina no outro lado da rua (mit Hannes Norberg u. Juergen Staack), estemp, São Paulo, Brasilien
- 2012 Die Sprache ist das Haus in dem wir leben, Kunstfilmtag, Düsseldorf
- 2012 Fehlstelle, Städtische Galerie Offenburg
- 2009 La Zona (mit Künstlergruppe Fehlstelle), Installation im Stadtraum, Mailand, Italien
- 2009 couples & relations, Drei Raum für Gegenwartskunst, Köln
- 2009 Rachel, pilot_ projekt für Kunst e.V., Düsseldorf
- 2008 Fehlstelle à Vallauris, Video-Installation im Stadtraum, Vallauris, Frankreich
- 2008 Stalking Utopia, Institute of Contemporary Art, Dunaújváros, Ungarn
- 2007 Dialoge, Museum für Photographie Braunschweig
- 2007 Abwesenheitsnotizen (mit Künstlergruppe Fehlstelle), Museum Abteiberg, Mönchengladbach
- 2007 Plat(t)form 07, Fotomuseum Winterthur, Schweiz
- 2005 Muse heute, Städtische Galerie und Kunsthalle Bremen

## Publikationen (Auswahl)
- 2023 Rendezvous, von Thyra Schmidt mit Texten von Marion Eisele, Sebastian Olma, deutsch, englisch, französisch, Distanz Berlin, ISBN 978-3-95476-563-8
- 2019 Über Diebe und die Liebe / On Thieves and Love, Künstlerbuch, Künstlertext, deutsch / englisch,  Edition Cantz, ISBN 978-3-947563-67-8
- 2012 Fehlstelle, Künstlerbuch, mit einem Text von Valeria Liebermann, Hrsg. Städtische Galerie Offenburg, modo Verlag, ISBN 978-3-86833-102-8
- 2010 Thyra Schmidt, I can’t just be nowhere, mit Texten von Anne Rodler und Thomas W. Rieger, extra Verlag, ISBN 978-3-938370-42-1
- 2005 Muse heute, Ausstellungskatalog, Kunsthalle Bremen